# Bus de la Lum

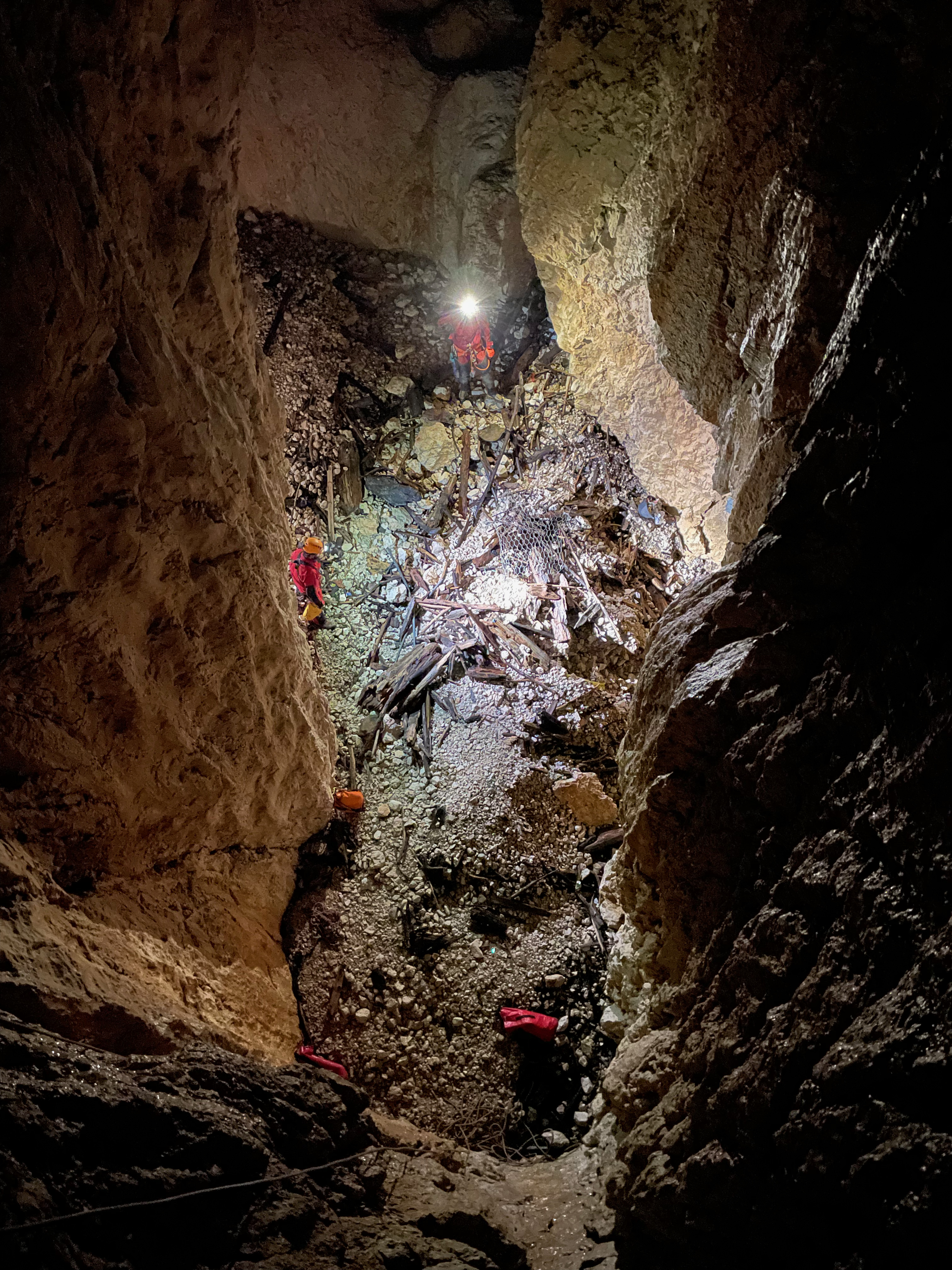
Il fondo del Bus de la Lum visto dal p110 del Pozzo dei Bellunesi.

Il Bus de la Lum ("Buco della Luce" in dialetto locale) è un inghiottitoio carsico situato sull'altopiano del Cansiglio. È compreso nel territorio del comune di Caneva, in Friuli-Venezia Giulia.

## Descrizione
La principale caratteristica del Bus de la Lum non è tanto la profondità (circa -187 m) ma il fatto di essere costituito da un unico pozzo che si apre a strapiombo, senza particolari deviazioni o diramazioni. Alla profondità di -60 m vi è un accumulo di materiale detritico pericolante, per cui le esplorazioni risultano difficoltose. Sul fondo si apre una caverna laterale il cui accesso è attualmente ostruito da detriti.
Nel 1981 è stato scoperto un secondo inghiottitoio adiacente, detto Pozzo dei Bellunesi, che, anzi, si collega al Bus de la Lum alla profondità di -180 m: per questo oggi si parla di complesso speleologico come "Bus de la Lum - Pozzo dei Bellunesi".
Sembra inoltre probabile che la cavità sia in comunicazione con alcune sorgenti poste ai piedi dell'altopiano (Gorgazzo e Livenza), come già dimostrato per il vicino Abisso del Col della Rizza mediante tracciamenti delle acque sotterranee. Il fondo, tuttavia, non mostra nessuna prosecuzione per cui la diceria popolare che ricordava come il sangue delle carcasse gettate sul fondo della cavità ricomparisse nella sorgente del Gorgazzo è falsa.

### Esplorazioni
Le prime misurazioni della profondità dell'inghiottitoio furono condotte ai primi del Novecento. Nel 1924, nonostante la rudimentalità dei mezzi, fu raggiunto per la prima volta il fondo: gli speleologi misurarono una profondità di -225 m.
Le successive spedizioni (1949 e 1972) corressero però il valore a -180 m. Nel 1992 venne riscoperto dal Gruppo Grotte Solve del CAI di Belluno il grande salone sul fondo indicato nei rilievi del 1924 e mai più ritrovato: tale salone venne battezzato Salone della Lanterna e rappresenta il punto più profondo della cavità (-187 m). Questo ultimo ritrovamento ha permesso anche di verificare che il rilievo del 1924 presenta una profondità errata (187 anziché 225) e la rappresentazione in pianta presenta una rotazione di 180° rispetto alla realtà.
Il 7 dicembre 2024, gli speleologi di vari gruppi veneti e friulano-giuliani hanno posto sul fondo una targa per celebrare il centenario della prima grande esplorazione della cavità.

## Folklore
Il Bus de la Lum ha rappresentato un luogo misterioso sin dall'epoca antica, quando era forse considerato una porta di accesso alle profondità della terra, da cui scaturivano energie magiche e potenti. Nei dintorni sono infatti emerse numerose testimonianze archeologiche.
La tradizione popolare vuole il Bus de la Lum abitato dalle Anguane o Anduane, streghe feroci e malvagie, senza denti, con lunghi chiodi arrugginiti al posto dei capelli e zanne affilate. Queste terribili creature uscivano spesso dalla grotta per raccogliere legna, bacche e funghi, o per lavare i panni presso il lago di Santa Croce e, durante queste escursioni, rapivano e poi mangiavano i bambini trovati da soli nella foresta. Quando si riunivano, le Anguane accendevano un fuoco che produceva all'imboccatura del pozzo delle fiammelle, tant'è che i pastori locali presero a nominarlo Bus de la Lum ("Buco della Luce").
La leggenda ha un fondo di verità. Infatti, nelle calde notti d'estate, si potevano effettivamente formare dei fuochi fatui dovuti alla consuetudine di gettare nel Bus de la Lum le carcasse del bestiame morto per malattia.

## La "foiba" del Bus de la Lum

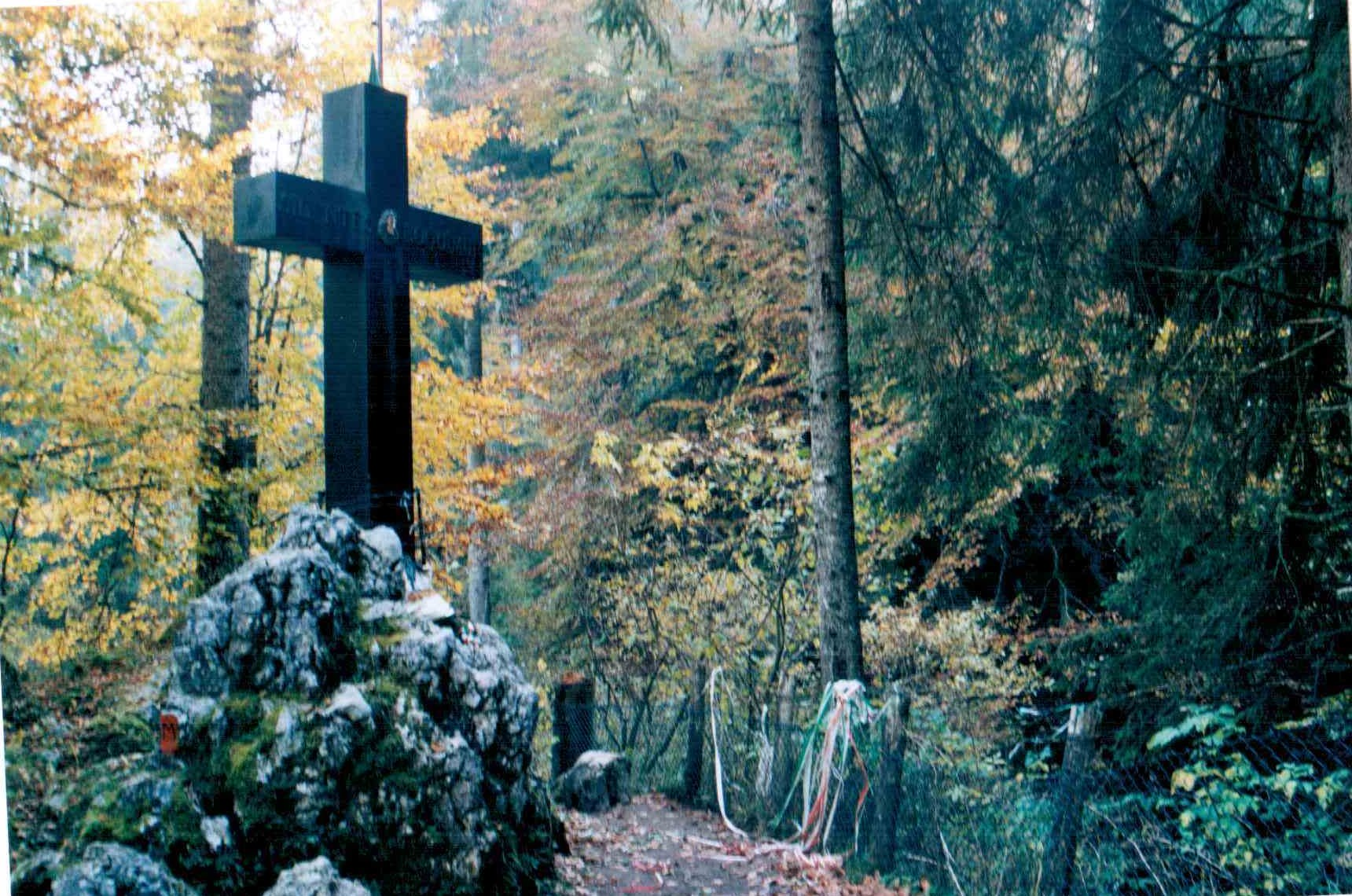
Monumento eretto sul ciglio del Bus de la Lum.

Il Bus de la Lum è stato teatro di un tragico evento la cui storicità è controversa e al centro di aspre polemiche.
Durante la seconda guerra mondiale l'inghiottitoio era stato utilizzato dai partigiani (la resistenza era particolarmente attiva sul Cansiglio) per eliminare i corpi di alcuni soldati della Repubblica Sociale Italiana e militari tedeschi, ma anche civili. La sepoltura all'interno di grotte naturali ha portato talune fonti ad accostare tale evento alle stragi della Venezia Giulia (le Foibe).
Secondo l'associazione Silentes Loquimur, costituita proprio per commemorare le vittime del Bus de La Lum, una relazione del 1949 compilata dai carabinieri di Vittorio Veneto contava oltre 300 vittime, mentre gli speleologi del Centro Italiano Soccorso Grotte, durante le ricerche degli anni sessanta, ne hanno ipotizzato addirittura 500 (200 soldati tedeschi, 100 militari della Rsi, 200 civili). Nel 1950, una spedizione del Gruppo Triestino Speleologi identificò circa 28 salme che vennero poi recuperate nel 1950, mentre una ricerca effettuata nel 1992 ha riportato alla luce poche ossa, poi sepolte presso il cimitero di Caneva. Da allora non sono state effettuate ulteriori operazioni a causa degli elevati costi economici e dell'assenza di reperti visibili sul fondo della cavità.
Diverse sono le valutazioni delle associazioni partigiane. Secondo Umberto Lorenzoni, presidente dell'ANPI di Treviso, dal Bus de la Lum «è stata recuperata non più di una dozzina di scheletri»; inoltre, quando il presidente dell'ANPI di Pordenone Bruno Giust aveva chiesto, all'inizio degli anni 1990, l'avvio di ulteriori indagini, «a quell'invito ci fu risposto, dalla presidenza dell'associazione delle vittime, che non era il caso di procedere. Evidentemente perché, a nostro avviso, non c'era nient'altro da trovare». Lo stesso ha concluso che il Bus de La Lum fu utilizzato come luogo di sepoltura improvvisato nel corso degli ultimi mesi di guerra, un convulso periodo «in cui non si poteva provvedere altrimenti». Anche per Pierpaolo Brescancin, ricercatore dell'Istituto per la Storia della Resistenza e della Società Contemporanea del Vittoriese, i morti recuperati nel Bus de la Lum non furono più di una quindicina e si trattava di prigionieri che venivano sempre giustiziati prima di essere gettati nel pozzo.
Durante l'ultima esplorazioni effettuate negli ultimi anni, tra cui quella dell'Unione Speleologica Pordenonese, non sono stati individuati resti umani.
Nel 2005 il pubblico ministero militare di Padova ha aperto un fascicolo per accertare fatti e responsabilità. L'indagine riguarda anche altri due avvenimenti controversi: la strage di Lamosano e l'eccidio di Valdobbiadene. Il 9 agosto 2007 il fascicolo fu archiviato dal giudice delle indagini preliminari del Tribunale militare di Padova per insufficienza di prove; pur riconoscendo l'immoralità di queste azioni, il giudice ritenne che a distanza di più di 50 anni dai fatti i possibili responsabili fossero ormai irreperibili, deceduti o infermi di mente.
Il Bus de la Lum è stato dichiarato monumento nazionale su proposta di Onorcaduti.
Il 25 aprile 2019, in occasione dei festeggiamenti per l'anniversario della liberazione tenutisi a Vittorio Veneto, il presidente della Regione Luca Zaia ha invitato il presidente della Repubblica Sergio Mattarella a visitare il Bus de la Lum, «nel segno della riconciliazione».